# Mareuil-sur-Arnon
Mareuil-sur-Arnon – miejscowość i gmina we Francji, w Regionie Centralnym, w departamencie Cher, położona nad rzeką Arnon.
Według danych na rok 1990 gminę zamieszkiwało 611 osób, a gęstość zaludnienia wynosiła 24 osoby/km² (wśród 1842 gmin Regionu Centralnego Mareuil-sur-Arnon plasuje się na 598. miejscu pod względem liczby ludności, natomiast pod względem powierzchni na miejscu 480.).